# Veselá (Zlín)
Veselá é uma comuna checa localizada na região de Zlín, distrito de Zlín.